# NGC 6324
NGC 6324 este o galaxie spirală situată în constelația Ursa Mică. A fost descoperită în 12 decembrie 1797 de către William Herschel.